# Сурдуку-Мік
Сурдуку-Мік (рум. Surducu Mic) — село у повіті Тіміш в Румунії. Входить до складу комуни Траян-Вуя.
Село розташоване на відстані 347 км на північний захід від Бухареста, 67 км на схід від Тімішоари.

## Населення
За даними перепису населення 2002 року у селі проживали 369 осіб, з них 365 осіб (98,9%) румунів. Рідною мовою 366 осіб (99,2%) назвали румунську.